# Famille Berberov
 (décembre 2021).
La famille Berberov est une famille soviétique qui a domestiqué deux lions dans leur appartement à Bakou en Azerbaïdjan durant les années 1970 et 1980. 

## Biographie
Lev Berberov (1914-1978) est un architecte en chef de la ville de Stalino (maintenant Donetsk). Il épouse Nina Berberova. Le couple a deux enfants dont une fille Eva et un fils Roma. La famille possède plusieurs animaux (chat, chien, serpent, tortue..) ainsi que deux lions.  

### King I

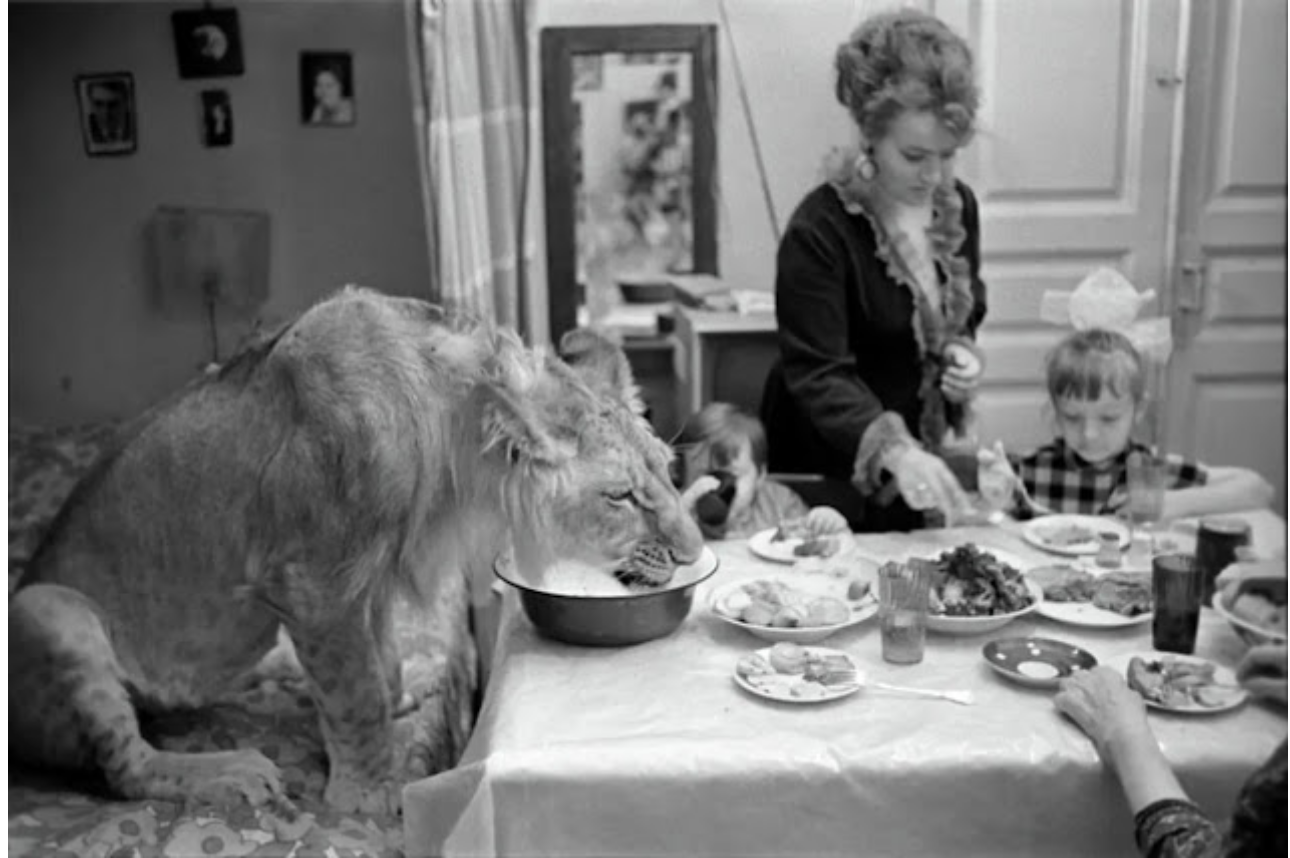
King à table avec la famille Berverov

Lors d'une visite au zoo, Nina Berberova et sa fille,  remarque un lionceau malade abandonné par sa mère. Avec l'accord du directeur du zoo, la famille adopte le lion et le prénomme King. Il soigne et domestique le félin qui vit quotidiennement avec la famille au sein de leur appartement. Après six mois, l'animal s'est remis de ses blessures et devenu un  animal de cent kilos.  Des journalistes azerbaïdjanais puis moscovites ont pris des photos témoignant de la vie quotidienne de l'animal  au sein de la famille d'une manière sensationnelle publié sous forme d'une quinzaine de cartes postales publié à Moscou. La séquence documentaire la plus célèbre, tournée dans la famille Berberov est incluse dans un documentaire réalisé par  Sergueï Obraztsov.  
A plusieurs reprises, les voisins se plaignent des rugissements de l'animal et d'odeurs persistantes. Les plaintes sont ignorées du fait que Lev Berberov entretenait des relations amicales avec le premier secrétaire du Comité central du Parti communiste d'Azerbaïdjan, Heydar Aliyev. Néanmoins, des scientifiques et la dompteuse de lions Irina Bugrimova émettent des réserves et alertent Lev Berberov sur les dangers de la domestication du félin au sein d'un appartement.  
Le lion figure dans plusieurs films tels que Lion Left House, A Boy, a Girl, and a Lion, Les Incroyables Aventures d'Italiens en Russie. Lev Berberov quitte son travail d'architecte et  négocie avec les studios de cinéma en tant que producteur de King.
Pendant le tournage de la comédie italienne Les Incroyables Aventures d'Italiens en Russie à Leningrad, un accident se produit durant le tournage.  Un individu ayant été attaqué par l'animal, un lieutenant de police tire sur l'animal entraînant sa mort[réf. souhaitée]. Le journal de la police publie un article pour la défense du lieutenant de police, Alexandre Gourov, l'un des fondateurs des unités de lutte contre le crime organisé relate l'événement :

« Alexander Ivanovich n'aurait jamais pu imaginer que son nom, son destin, sa carrière seraient associés à un lion. Un jeune lieutenant, employé du Département des affaires intérieures du district Gagarinski de Moscou, Alexandre Gourov, était de service lorsqu'il a reçu des informations selon lesquelles sur son territoire un lion, jouant dans le film "Les aventures incroyables des Italiens en Russie", a attaqué un homme. Il s'est immédiatement rendu sur les lieux. En voyant une image terrible: un lion en colère, dans la bouche duquel se trouvait un citoyen inconnu, il a pris la seule bonne décision: tirer sur le lion pour le tuer. Et il a déchargé l'intégralité du clip du Makarov officiel. Frappé par les balles, le lion tomba en arrière, ouvrant la gueule. Bien que l'homme ait été grièvement blessé, il a été sauvé. Plus tard, en signe de gratitude, il a offert à Gourov un cadeau qui est toujours conservé - un récepteur radio avec une gravure «Alexander Ivanovich Gurov. Merci pour la vie.Volodia Markov".[1] »

### King II
En 1975, la famille adopte un autre lion et le prénomme King II. En 1978, Lev Berberov meurt d'une crise cardiaque. Après la mort de son mari, Nina Berberova est aux prises avec des difficultés financières pour garder l'animal et sollicite un zoo pour l'adopter mais qui refuse.
Le 24 novembre 1980, King II attaque Nina Berberova et son fils Roma. La police alertée par les voisins, intervient et tue l'animal. Mortellement blessé, l'adolescent âgé de 14 ans décèdera à l'hôpital. Nina Berberova se remettra de ses blessures mais n'élevera plus par la suite d'animaux sauvages.  